# Étienne Bernard (compositeur)
Pour les articles homonymes, voir Étienne Bernard et Bernard.
Étienne Bernard est un compositeur et chanteur des Pays-Bas espagnols né à Soignies dans le Comté de Hainaut en 1569 (peut-être en 1570) et est décédé en 1600.

## Éléments biographiques
Après sa formation initiale à la chantrerie du Chapitre de Soignies, il devient chanteur à la Chapelle Royale.
On pense qu'il a été recruté par Georges de la Hèle (1547-1586) et qu'il fut l'élève de Philippe Rogier (ca 1561-1596).

## Œuvres
Il semble que seules deux de ses œuvres nous soient parvenues. Il s'agit de deux chansons qui furent publiées en 1597 par Pierre Phalèse (le Jeune - Fils de Pierre Phalèse) dans un ouvrage réunissant des chansons de nombreux compositeurs: "le Rossignol musical des chansons". Il s'agit de:
- L'arbre d'amour est un fruit d'amaritude

- Pour gaige de ma foy